# 3107 Weaver
3107 Weaver је астероид главног астероидног појаса са средњом удаљеношћу од Сунца која износи 2,202 астрономских јединица (АЈ).
Апсолутна магнитуда астероида је 13,8.